# 細谷ゲン
細谷 ゲン（ほそやげん、本名：細谷源、1967年7月30日 - ）は、日本のクリエイティブディレクター、アートディレクター、グラフィックデザイナー、映像ディレクター、VISION(株式会社ヴィジョン)代表取締役、tko(株式会社ティー・ケー・オー)クリエイティブ顧問、日本工学院専門学校デザインカレッジ非常勤講師。父はアートディレクターの細谷巖。
ニューヨーク時代のアーティスト名義はCg Gen。VJ活動時代の名義はSEE GEE GEN。

## 来歴
東京都世田谷区に生まれる。成城学園初等学校、成城学園中学校高等学校を卒業。
高校在学中より、当時イエロー・マジック・オーケストラなどのデザインを手掛けていたアートディレクター奥村靫正主宰のザ・ステューディオ・トウキョウジャパン（現・TSTJ）で丁稚奉公的にデザインの勉強を始める。1983年に株式会社細谷企画を設立した。
その後1986年、ニューヨークへ留学する。現地では当時ヒップホップが流行し、デザインの勉強やホームビデオでの作品制作、テイ・トウワ（当時DJ）とともにラップグループ(ジャングル・ブラザーズ）の『Beyond This World』のレコードジャケットデザインを手掛けるなど、3年間の生活の後、1989年に帰国した。
クラブイベントやファッションショーのビデオジョッキー(VJ)、プロモーションビデオ制作などを手掛け、1991年には立花ハジメが音楽を担当する「ビデオ・ドラッグ3」を発表した。
チェッカーズのライブツアーでは巨大プロジェクターを使用したリアルタイムのVJ演出が業界で話題になり、VJスタイルのパイオニア的存在となる。1992年より本格的なデザイン制作会社としてVISIONをスタート。CDジャケットやポスター、広告デザイン、プロモーションビデオやテレビCMなど、グラフィックと映像をハイブリッドに手掛けている。また、近年では企業のコーポレートブランディング、サービスや商品の広告戦略など、ヴィジュアル的視点を活かしたクリエイティブディレクションをおこなっている。

## 作品

### ロゴデザイン
- PROMISE プロミス（SMBCコンシューマーファイナンス株式会社）
- プリンスホテル（株式会社西武・プリンスホテルズワールドワイド）
- ザ・プリンス（株式会社西武・プリンスホテルズワールドワイド）
- グランドプリンスホテル（株式会社西武・プリンスホテルズワールドワイド）
- ザ・プリンスギャラリー（株式会社西武・プリンスホテルズワールドワイド）
- AOI Pro.（株式会社AOI Pro.）[2]
- TREE Digital Studio（株式会社TREE Digital Studio）
- 旭プロダクション（株式会社旭プロダクション）
- ACC（一般社団法人ACC）
- Jiyu!da!（セディナカード/SMBCファイナンスサービス）
- 藤井フミヤ FFアーティストロゴ
- UNLIMITED AMERICA（アンリミテッド・グループ）
- XTRA LARGE RECORDS（アンリミテッド・グループ）
- U/T HOLDINGS（UTホールディングス）
- VEX/青木功（アンリミテッド・グループ）
- ZO:MO/丸山茂樹（ZONE MOMENT）
- NS（ネオサーフデリック）
- 葉加瀬太郎 20th Anniversary
- GOTA（屋敷豪太）
- MD/松坂大輔（西武ライオンズ）
- 日本有線大賞（第44〜46回）
- パーゴルフ

### テレビ番組タイトルデザイン
- TBS（SCRATCH、学校へ行こう!、おしえてアミーゴ!!、硝子のかけらたち[3]、細木数子のズバリ言うわよ!、神さまぁ〜ず、世界最強ありえねェ〜奇跡の映像バトル、世界!奇跡映像体験ミラクルトラベラーズ、アイ・チテル、ハナタカ天狗、ホラフキング、ラブセン!、オトセン!、Food Battle Club、年末年越しSP越えるテレビ、USOジャパン、ワンダフル、ガチンコ、ガキバラ帝国2000!、大御所ジャパン!、島田検定!!、A-Studio）
- 日本テレビ（メレンゲの気持ち、おしゃれイズム、世界一受けたい授業、世界まる見え!テレビ特捜部!、世界女子アナ情報局、スポーツレジェンド）
- フジテレビ（お台場ChaCha、HIGH HIGH TEEN、告発のゆくえ、INFO-CX、上書き百科事典、万物創世記、藤井フミヤ伝説、サイレントロワイヤル）
- 関西テレビ（キャサリン三世、グータンヌーボ）
- テレビ朝日（芸人魂ガチレース、主治医が見つかる診療所）
- BS朝日（バトンタッチ）
- ABC（明石家くりぃむランド）
- スペースシャワーTV（BUM、Captain Musico）
- テレビ東京（JAPAN COUNTDOWN、PVTV、ふりかえりクラブ、渇!リベンジナイト、GTに移行!）
- 毎日放送（男子禁制オセロの間、ダウンタウンセブン）

### ムービングロゴデザイン
- BRAVIA（ソニー株式会社）
- ベネッセ（株式会社ベネッセコーポレーション）
- ユニチャーム（ユニ・チャーム株式会社）
- 三菱重工グループ
- GiGO（株式会社GENDA GiGO Entertainment）
- BS朝日「あしたのこころに」ステーションジングル

### ジャケットデザイン（シングル、アルバム、DVD他）
- 藤井フミヤ
  - （TRUE LOVE、女神(エロス)、エンジェル、DAYS、タイムマシーン、ハートブレイク、GET UP BOY、GIRL FRIEND、Another Orion、Snow Cristal、DO NOT、Go yhe Distance、わらの犬、風の時代、Stay with me.、UPSIDE DOWN、ALL THIS LOVE、BOY'S HEART、勝利の空へ、R&R、TEARS、STANDARD、PURE RED、ソラモヨウ、Singles、2000-1、IN AND OUT、CLUB F、THE PARTY REMIX、Re Take、MY CAROL、POP★STAR、FUMIYA FUJII ANNIVERSARY BEST “15/25”、FUMIYA FUJII CONCERT TOUR 1994 FFF budokan、FUMIYA FUJII 2095 WINTER TOUR in BUDOKAN、FUMIYA FUJII CONCERT TOUR 1996 ORION、FUMIYA FUJII CLIPS 1, 2、FUMIYA FUJII VERSION UP、FUMIYA FUJII CONCERT TOUR 1998 ARK、FUMIYA FUJII CONCERT TOUR 1999 Time of the Wind、COUNT DOWN LIVE 1999 to 2000 in BUDOKAN、Fumiya Fujii Concert Tour 2000 OUTSIDE、Fumiya Fujii Century Count Down Live in Budokan、FUMIYA FUJII CONCERT TOUR 2001 CLUB F、FUMIYA FUJII ARENA TOUR 238 COUNT DOWN VERSION IN BUDOKAN、FUMIYA FUJII ARENA TOUR 238 COUNT DOWN VERSION in BUDOKAN、Fumiya Fujii TOUR 2002 THE PARTY、FUMIYA FUJII ARENA TOUR 2002 SPARK COUNT DOWN Version、FUMIYA FUJII ARENA TOUR 2002 SPARK COUNTDOWN VERSION、FUMIYA FUJII CAROL、FUMIYA IN HIBIYA MY CAROL 2003.4.19、Fumiya Fujii THE PARTY 03、THE PARTY 03 IN SHIBUYA、FUMIYA FUJII ARENA TOUR 2003 DIGITAL MYSTERY TOUR with GOTA、LIVE DVD BOX、FUMIYA FUJII TOUR 2004　JAILHOUSE PARTY、Fumiya Fujii Arena Tour 2004 DIGITAL POP★STAR FFTV、COUNTDOWN LIVE 2007-2008 BONEN & SHINNEN in BUDOKAN）
- 忌野清志郎と篠原涼子（パーティーをぬけだそう！）
- 美空ひばり（The Songs）
- 吉川晃司（Thank You）
- 吉川ひなの（ハート型の涙、ウサギちゃんSAY GOOD BYE）
- 観月ありさ（女神の舞）
- 牧瀬里穂（誰にも明日はやって来る）
- 中山エミリ（Private Eyes）
- UA（HORIZON、COLONY）
- サンディー/Sandii（Mercy）
- フェアチャイルド（スキスキ有頂天国、W、ビデオグランプリ）
- PJ（KEEP ON MOVING）
- Jungle Brothers（Beyond This World）
- ディズニー（We Love Mickey -Happy 70th Anniversary）
- GOタリモ&ミニカレー（恋の400mカレー）
- 葉加瀬太郎（THE BEST VISION）
- ソフトバンクホークス「勝利の空へ」藤井フミヤ

### テレビCM
- バイク王xルパン三世（株式会社バイク王&カンパニー）
- ルナパーク（後楽園ゆうえんち）
- サンリオピューロランド（サンリオ）
- SCANDAL meets シナモン（サンリオ）
- Digicube
- G-cluster（ブロードメディア株式会社）
- GLAY Life Card（ライフカード株式会社）

### プロモーションビデオ／ミュージックビデオ
- 藤井フミヤ（エンジェル、タイムマシーン、DAYS、
- SCANDAL（CUTE!）
- フェアチャイルド（スキスキ有頂天国）
- サンディー/Sandii（SURIRAM）
- ハバナエキゾチカ（大変だぁ）
- NHKみんなのうた（きみのこえ）
- hide（In Motion）
- ROCKSTAR x YOSHIKI（株式会社オージービー）

### ビデオアート作品
- ビデオドラッグ3（アスク講談社）

### ライブVJ
- チェッカーズ（WHITE PARTYツアー／日本武道館、横浜アリーナ、大阪城ホール、他）
- v攻殻機動隊 GHOST IN THE SHELL PlayStationソフト発売イベント

### パッケージデザイン
- SONYオーディオカセットテープ（CDix1、GiG-1、CDixIV）
- Y by YOSHIKI 2013
- ギンビス・ギンザワッフル

### ゲームデザイン
- BABY UNIVERSE（PlayStation）